# Salome (následovnice Ježíšova)
Svatá Salome, někdy i Marie Salome byla dle Markova evangelia jednou z žen, které provázely Ježíše a staraly se o něj, pak zpovzdálí přihlížely jeho ukřižování na Golgotě a posléze nakoupily vonné masti a šly za nedělního rána pomazat Ježíšovo tělo do hrobu. Podle tradice byl jejím manželem rybář Zebedeus a jejich synové Jakub a Jan patřili mezi apoštoly.
Salome je někdy řazena i mezi Tři Marie, jak další tradiční výklady označují různé tři ženy pod Křížem, které vznikaly pokusy o spojení líčení třech synoptických evangelií.

## Biblické zmínky
Evangelista Marek mezi ženami na Golgotě uvádí Marii z Magdaly, Marii, matku Jakuba mladšího a Josefa, a Salome; tyto ženy Ježíše provázely a staraly se o něj, když byl v Galilei. Evangelista Matouš při líčení stejné události zmiňuje pouze Marii z Magdaly, Marii, matku Jakubovu a Josefovu, a nejmenovanou matku synů Zebedeových. Evangelista Lukáš zmiňuje pouze ženy, které Ježíše doprovázely, bez uvedení jmen. Podle evangelisty Jana pod křížem stály tři Marie (matka Ježíšova, sestra jeho matky, Marie Kleofášova a Marie z Magdaly) a jeho milovaný učedník.
Jméno Salome v souvislosti s ukládáním do hrobu se vyskytuje opět pouze u evangelisty Marka, který zmiňuje tři ženy: Marii z Magdaly, Marii, matku Jakubovu, a Salome. Evangelista Matouš zde zmiňuje pouze dvě ženy (Marii z Magdaly a ještě jinou Marii, bez Salome); evangelista Lukáš opět počet ani jména žen nezmiňuje; evangelista Jan zmiňuje pouze jednu ženu, Marii Magdalskou.

## Úcta
V pravoslavných a luteránských církvích je její památka připomínána 3. srpna, katolická církev si ji připomíná 24. dubna, nebo 22. října.